# مئة عام من العزلة
مئة عام من العزلة (بالإسبانية: Cien años de soledad) هي رواية من تأليف الكاتب الكولومبي غابرييل غارثيا ماركيث، الحائز على جائزة نوبل للآداب. نُشرت الرواية عام 1967، وطبع منها قرابة الثلاثين مليون نسخة، وترجمت إلى ثلاثين لغة
وقد كتبها ماركيث عام 1965 في المكسيك. بعد ذلك بسنتين نشرت سودا أمريكانا للنشر في الأرجنتين ثمانية ألف نسخة. وتعتبر هذه الرواية من أهم الأعمال الإسبانية الأمريكية خاصة، ومن أهم الأعمال الأدبية العالمية. مئة عام من العزلة هي من أكثر الروايات المقروءة والمترجمة للغات أخرى. يروي الكاتب أحداث المدينة من خلال سيرة عائلة بوينديا على مدى ستة أجيال والذين يعيشون في قرية خيالية تدعى ماكوندو.
الأسلوب الواقعي السحري والمضمون الموضوعي لرواية مئة عام من العزلة جعلاها واحدة من أهم الروايات المُمثِّلة للطفرة الأدبية في أمريكا اللاتينية خلال الستينيات والسبعينيات من القرن العشرين، وهي طفرة تأثرت أسلوبيًا بالحداثة (الأوروبية والأمريكية الشمالية) وبحركة الطليعة الأدبية الكوبية.
منذ نشرها لأول مرة في مايو 1967 في بوينس آيرس عن طريق دار النشر “إيديتوريال سودأمريكانا”، تُرجمت الرواية إلى 46 لغة، وبيعت منها أكثر من 50 مليون نسخة. وتُعد الرواية، التي تعتبر العمل الأبرز لغابرييل غارسيا ماركيث، واحدة من أكثر الأعمال التي تحظى بالثناء، كما تُعترف بها كواحدة من أهم الأعمال في الأدب الإسباني والعالمي.
في عام 2024، تم تحويل الرواية إلى مسلسل يحمل نفس الاسم عُرض على منصة نتفليكس، وكان المنتجون التنفيذيون له هم أبناء غارسيا ماركيث.

## السيرة والنشر
كان غابرييل غارسيا ماركيث أحد الروائيين الأربعة من أمريكا اللاتينية الأوائل الذين أدرجوا في «البوم الأمريكي اللاتيني» الأدبي في ستينيات وسبعينيات القرن العشرين، الثلاثة الآخرون هم البيروفي ماريو فارغاس يوسا والأرجنتيني خوليو كورتاثر والمكسيكي كارلوس فوينتس. أكسبت رواية مئة عام من العزلة (1967) غارسيا ماركيز شهرة دولية كروائي لحركة الواقعية السحرية في أدب أمريكا اللاتينية.
تعتبر الرواية استعارة للتفسير النقدي للتاريخ الكولومبي، من التأسيس إلى الأمة المعاصرة، تقدم مئة عام من العزلة خرافات قومية مختلفة من خلال قصة عائلة بوينديا، التي تضعها روحها المغامرة وسط الإجراءات الهامة للأحداث التاريخية الكولومبية، مثل الإصلاح السياسي الليبرالي في الحقبة الاستعمارية، والآراء المختلفة في القرن التاسع عشر المؤيدة والمعارضة لهذا الإصلاح، ووصول السكك الحديدية إلى بلد بطبيعة جبلية، وحرب الألف يوم (غيرا دي لوس ميل دياس، 1899-1902)، الهيمنة المؤسسية لشركة يونايتد فروتس («شركة أمريكان فروت» في القصة)، والسينما، والسيارات والمذبحة العسكرية للعمال المضربين التي تعبر عن السياسة التي اتبعتها الحكومة مع العمال.

## القصة
مئة عام من العزلة هي قصة سبعة أجيال من عائلة بوينديا التي تعيش في بلدة ماكوندو. غادر البطريرك المؤسس لماكوندو، خوسيه أركاديو بوينديا، وزوجته (ابنة خاله) أورسولا إجواران، ريوهاتشا، كولومبيا، بعد أن قتل خوسيه أركاديو بوينديا بروديينسيو أغيلار بعد مصارعة ديوك بسبب تلميحه أن خوسيه أركاديو بوينديا كان عاجزًا جنسيًا. في إحدى الليالي من رحلة هجرتهم، وأثناء تخييمهم على ضفة نهرية، يحلم خوسيه أركاديو بوينديا بـ«ماكوندو»، مدينة المرايا التي تعكس العالم فيها وما حولها. بعد استيقاظه، قرر إنشاء ماكوندو على ضفة النهر، بعد أيام من التشرد في الغابة، قام بتأسيس ماكوندو لتكون مدينة فاضلة. التي سرعان ما اكتشف مكانها الغجر الذين زاروها بالألعاب السحرية والاكتشافات وحتى البساط الطائر والثلج في زمن كانت هذه المخترعات أو حتى الخيالات غير موجودة.
يتخيل خوسيه أركاديو بوينديا أن ماكوندو محاطة بالمياه كجزيرة، ومن تلك الجزيرة، يخترع العالم وفقًا لتصوراته. بعد فترة وجيزة من تأسيسها، أصبحت ماكوندو مدينة يحدث فيها بصورة متكررة أحداثًا غير عادية واستثنائية تشمل أجيالًا من عائلة بوينديا، الذين لا يستطيعون أو غير راغبين في الهروب من مصائبهم الدورية (ومعظمها من صنعهم). كانت المدينة لسنوات منعزلة وغير متصلة بالعالم الخارجي، باستثناء الزيارة السنوية لمجموعة من الغجر، الذين يعرضون على سكان البلدة التكنولوجيا مثل المغناطيس والتلسكوبات والجليد. يحافظ زعيم الغجر، رجل يدعى ميلكياديس، على علاقة وثيقة مع خوسيه أركاديو بوينديا، الذي يصبح منطويًا على نفسه بصورة متزايدة، ومهووسًا بالتقصي عن أسرار الكون التي عرضها عليه الغجر. في نهاية المطاف، أصبح مجنونًا، ويتحدث فقط باللغة اللاتينية، ويُربط بشجرة كستناء من قبل عائلته لسنوات عديدة حتى وفاته.
في النهاية تصبح ماكوندو منفتحة على العالم الخارجي وعلى حكومة كولومبيا المستقلة حديثًا. تجرى انتخابات مزيفة بين حزبي المحافظين والليبراليين في البلدة، ما حرض أوريليانو بوينديا للانضمام إلى الحرب الأهلية ضد حكومة المحافظين. أصبح قائدًا ثوريًا أيقونيًا، وقاتل لسنوات عديدة ونجا من عدة محاولات اغتيال، ولكنه في النهاية يسأم من الحرب ويوقع معاهدة سلام مع المحافظين. يعود إلى ماكوندو مع خيبة أمل ويقضي بقية حياته في صنع سمكة ذهبية صغيرة في ورشته.

## شخصيات الرواية
- خوسيه أركاديو بوينديا

شجرة عائلة بوينديا في رواية 100 عام من العزلة.

هو رئيس عائلة بوينديا ومؤسس ماكوندو. يغادر بوينديا مسقط رأسه في بلدية ريوهاتشا، كولومبيا، برفقة زوجته أورسولا إيجواران بعد أن طاردته جثة برودينسيو أغيلار (رجل قتله بوينديا في مبارزة)، الذي ينزف باستمرار من جرحه ويحاول غسله. في إحدى الليالي أثناء التخييم على جانب نهر، يحلم بوينديا بمدينة المرايا المسماة ماكوندو ويقرر إنشاء المدينة في هذا الموقع. خوسيه أركاديو بوينديا هو رجل انطوائي وفضولي يتمتع بقوة وطاقة هائلتين يقضي وقتًا أطول في مساعيه العلمية أكثر من عائلته. يعشق الخيمياء وعلم الفلك ويصبح منسحبًا بشكل متزايد من عائلته ومجتمعه. في النهاية يصاب بالجنون ويتم ربطه بشجرة كستناء حتى وفاته.
- أورسولا إيجواران (زوجة مؤسس القرية).
- الكولونيل أورليانو (ابن خوسيه أركاديو المؤسس).
- خوسيه أركاديو

هو الطفل الأول لجوزيه أركاديو بوينديا وأورسولا، ورث سلوكيات والده العنيدة والمتهورة. وفي النهاية، يترك العائلة بعد تورطه بعلاقة جنسية نتج عنها حمل مع بيلار تيرنيرا، هرب لمطاردة فتاة غجرية وعاد بشكل غير متوقع بعد سنوات عديدة كرجل ضخم مغطى بالوشوم، مدعيًا أنه أبحر في بحار العالم. تزوج أخته بالتبني ريبيكا، مما تسبب في نفيه من القصر، ومات متأثرًا بجرح غامض ناجم عن طلق ناري، بعد أيام من إنقاذ شقيقه من الإعدام.
- أمارانتا (الابنة الحقيقية للمؤسس).
- ريبيكا

ريبيكا هي ابنة عم أورسولا إيجواران الثانية والطفلة اليتيمة لنيكانور أولوا وريبيكا مونتييل. في البداية، كانت خجولة للغاية، ورفضت التحدث، ولديها عادة أكل التراب والطلاء الأبيض من جدران المنزل، وهي حالة تُعرف باسم بيكا. وصلت وهي تحمل حقيبة قماش تحتوي على عظام والديها ويبدو أنها لا تفهم أو تتحدث الإسبانية. ومع ذلك، فإنها تستجيب للأسئلة التي طرحها فيسيتاسيون وكاتاوري بلغة غواخيرو أو وايوو. تقع في حب شقيقها بالتبني خوسيه أركاديو وتتزوجه بعد عودته من السفر حول العالم. بعد وفاته الغامضة وغير المتوقعة، تعيش في عزلة لبقية حياتها.
- بيلار تيرنيرا

بيلار هي امرأة محلية انتقلت إلى ماكوندو هربًا من الرجل الذي اغتصبها عندما كانت مراهقة. تنام مع الأخوين أوريليانو وخوسيه أركاديو. تصبح والدة ابنيهما، أوريليانو خوسيه وأركاديو على التوالي. تقرأ بيلار المستقبل بالبطاقات، وتقدم بين الحين والآخر تنبؤًا دقيقًا، وإن كان غامضًا. لديها علاقات وثيقة مع عائلة بوينديا طوال الرواية، وتساعدهم في تنبؤاتها بالبطاقات. تموت بعد فترة من بلوغها 145 عامًا (توقفت في النهاية عن العد)، وظلت على قيد الحياة حتى الأيام الأخيرة من ماكوندو. تلعب دورًا لا يتجزأ في الحبكة لأنها حلقة الوصل بين الجيل الثاني والثالث من عائلة بوينديا. يسلط المؤلف الضوء على أهميتها من خلال اتباع وفاتها بإعلان "لقد كانت النهاية".
- ملكياديس

هو أحد أفراد مجموعة من الغجر الذين يزورون ماكوندو كل عام في شهر مارس، ويعرضون أشياء مذهلة من جميع أنحاء العالم. يبيع ملكياديس لجوزيه أركاديو بوينديا العديد من الاختراعات الجديدة بما في ذلك زوج من المغناطيس ومختبر كيميائي. في وقت لاحق، أفاد الغجر أن ميلكياديس توفي في سنغافورة، لكنه مع ذلك عاد ليعيش مع عائلة بوينديا، مشيرًا إلى أنه لم يستطع تحمل عزلة الموت. بقي مع عائلة بوينديا وبدأ في كتابة المخطوطات الغامضة، والتي ترجمها في النهاية أوريليانو بابيلونيا، وتنبأ بنهاية بيت بوينديا. مات ميلكياديس للمرة الثانية غرقًا في النهر بالقرب من ماكوندو، وبعد حفل كبير نظمه بوينديا، أصبح أول فرد يُدفن في ماكوندو. اسمه مثل اسم ملكي صادق في العهد القديم، الذي كان مصدر سلطته كرئيس كهنة غامضًا.
- بيترو كرسبي

بيترو موسيقي إيطالي وسيم ومهذب للغاية يدير مدرسة للموسيقى. قام بتثبيت البيانو في منزل بوينديا. يخطب ريبيكا، لكن أمارانتا، التي تحبه أيضًا، تمكنت من تأخير الزفاف لسنوات. عندما وافق خوسيه أركاديو وريبيكا على الزواج، بدأ بيترو في مغازلة أمارانتا، التي كانت تشعر بالمرارة لدرجة أنها رفضته بقسوة. يائسًا من فقدان كلتا الأختين، يقتل نفسه.

## الترجمة إلى العربية
صدرت عدة ترجمات عربية لهذه الرواية، كان أولها ترجمة سامي الجندي وإنعام الجندي التي كانت نقلا عن الترجمة الفرنسية وصدرت عن دار الكلمة (بيروت) عام 1979. كما ظهرت تراجم أخرى على أيدي كل من محمود مسعود (دار العودة، بيروت، 1997) الذي قدم ترجمة مختصرة للقصة، ومحمد الحاج خليل (المؤسسة العربية للدراسات والنشر، 2000) الذي ترجمها نقلا عن الإنكليزية. وأنجز صالح علماني ترجمة الرواية كامة عن لغتها الأصلية الإسبانية وصدرت الترجمة في عام 2005 عن دار المدى (بيروت).